# 2013 SY99
2013 SY99 también conocido como uo3L91 es un objeto del cinturón de Kuiper (KBO) descubierto en septiembre del año 2013 desde el Observatorio Canada, Francia, Hawái utilizando el programa de investigación "Outer Solar System Origins Survey" «orígenes del sistema solar externo» (OSSOS, por sus siglas en inglés). Este objeto orbita alrededor del Sol entre 50 y 1430 UA (7,5 y 213,9 billones de km), y tiene una periodo orbital de más de 20 000 años.
Según el astrónomo Michael E. Brown, el descubrimiento de uo3L91 proporciona evidencia adicional de la existencia del Planeta Nueve.